# Persone di cognome Gilbert
| Questa pagina contiene informazioni ricavate automaticamente dalle voci biografiche con l'ausilio del template Bio e di un bot. L'aggiornamento è periodico e automatico e ricostruisce completamente la pagina. Se manca una persona in questa lista, sei pregato di non aggiungerla, ma accertati piuttosto che la sua voce biografica contenga il template Bio e che i dati anagrafici siano correttamente compilati. Se il template Bio manca, inseriscilo tu stesso o, in alternativa, metti l'avviso {{tmp\|Bio}} che ne segnala la mancanza. Se i dati riportati sono sbagliati, correggi direttamente la voce biografica; le modifiche saranno visibili in questa lista entro pochi giorni. Per chiarimenti vedi il progetto antroponimi. La lista contiene solo le 83 persone che sono citate nell'enciclopedia e per le quali è stato implementato correttamente il template Bio. Pagina aggiornata al 23 lug 2025. |

Questa è una lista di persone presenti nell'enciclopedia che hanno il cognome Gilbert, suddivise per attività principale.

## Allenatori di calcio(1)
- Dave Gilbert, allenatore di calcio e ex calciatore inglese (Lincoln, n. 1963)

## Allenatori di tennis(1)
- Brad Gilbert, allenatore di tennis e ex tennista statunitense (Oakland, n. 1961)

## Architetti(1)
- Cass Gilbert, architetto statunitense (Zanesville, n. 1859 - Brockenhurst, † 1934)

## Arcivescovi cattolici(1)
- Edward Joseph Gilbert, arcivescovo cattolico statunitense (New York, n. 1936)

## Assassine seriali(1)
- Kristen Gilbert, serial killer statunitense (Fall River, n. 1967)

## Astisti(1)
- Alfred Carlton Gilbert, astista statunitense (Salem, n. 1884 - Boston, † 1961)

## Attori(3)
- Billy Gilbert, attore e comico statunitense (Louisville, n. 1894 - Hollywood, † 1971)
- Jonathan Gilbert, attore televisivo statunitense (Los Angeles, n. 1967)
- Marcus Gilbert, attore e produttore cinematografico britannico (Bristol, n. 1958)

## Attrici(2)
- Eugenia Gilbert, attrice statunitense (East Orange, n. 1902 - Santa Monica, † 1978)
- Melissa Gilbert, attrice, scrittrice e produttrice cinematografica statunitense (Los Angeles, n. 1964)

## Autori di videogiochi(2)
- Dave Gilbert, autore di videogiochi statunitense (n. 1976)
- Ron Gilbert, autore di videogiochi statunitense (La Grande, n. 1964)

## Aviatori(1)
- Eugène Gilbert, aviatore francese (Riom, n. 1889 - Chaville, † 1918)

## Biochimici(1)
- Walter Gilbert, biochimico e fisico statunitense (Boston, n. 1932)

## Biologhe(1)
- Sarah Gilbert, biologa e imprenditrice britannica (Kettering, n. 1962)

## Calciatori(4)
- Bobby Gilbert, calciatore irlandese (Dublino, n. 1939 - Dublino, † 2015)
- Dantaye Gilbert, calciatore trinidadiano (n. 2004)
- Kerrea Gilbert, ex calciatore inglese (Londra, n. 1987)
- Nick Gilbert, ex calciatore canadese (Vancouver, n. 1965)

## Canoisti(1)
- Callum Gilbert, canoista neozelandese (Tauranga, n. 1996)

## Cantanti(1)
- Chad Gilbert, cantante, chitarrista e produttore discografico statunitense (Coral Springs, n. 1981)

## Cantautori(2)
- Brantley Gilbert, cantautore statunitense (Jefferson, n. 1985)
- Kevin Gilbert, cantautore e musicista statunitense (Sacramento, n. 1966 - Los Angeles, † 1996)

## Cestisti(5)
- Bob Gilbert, cestista statunitense (Terre Haute, n. 1930 - South Bend, † 1981)
- Alterique Gilbert, cestista statunitense (Richmond, n. 1997)
- Clarence Gilbert, cestista statunitense (Fort Lauderdale, n. 1980)
- Dominic Gilbert, cestista australiano (Hong Kong, n. 1996)
- Marcus Gilbert, cestista statunitense (Smyrna, n. 1993)

## Chitarristi(1)
- Paul Gilbert, chitarrista statunitense (Carbondale, n. 1966)

## Ciclisti su strada(1)
- Philippe Gilbert, ex ciclista su strada belga (Verviers, n. 1982)

## Compositori(2)
- Henry Franklin Gilbert, compositore statunitense (Somerville, n. 1868 - Somerville, † 1928)
- Jean Gilbert, compositore tedesco (Amburgo, n. 1879 - Buenos Aires, † 1942)

## Conduttori televisivi(1)
- Marc Gilbert, conduttore televisivo, critico letterario e giornalista francese (Strasburgo, n. 1934 - Étretat, † 1982)

## Danzatrici(1)
- Dorothée Gilbert, ballerina francese (Tolosa, n. 1983)

## Direttori d'orchestra(2)
- Alan Gilbert, direttore d'orchestra statunitense (New York, n. 1967)
- Kenneth Gilbert, direttore d'orchestra e clavicembalista canadese (Montréal, n. 1931 - † 2020)

## Doppiatori(1)
- Ed Gilbert, doppiatore e attore statunitense (Chicago, n. 1931 - Beverly Hills, † 1999)

## Drammaturghi(1)
- Willie Gilbert, commediografo e sceneggiatore statunitense (Cleveland, n. 1916 - New York, † 1980)

## Esploratori(1)
- John Gilbert, esploratore e naturalista britannico (n. 1812 - † 1845)

## Filosofe(1)
- Margaret Gilbert, filosofa britannica (n. 1942)

## Fisici(2)
- Ludwig Wilhelm Gilbert, fisico e chimico tedesco (Berlino, n. 1769 - Lipsia, † 1824)
- William Gilbert, fisico britannico (Colchester, n. 1544 - Londra, † 1603)

## Geologi(1)
- Grove Karl Gilbert, geologo statunitense (Rochester, n. 1843 - Jackson, † 1918)

## Giocatori di football americano(6)
- Gale Gilbert, ex giocatore di football americano statunitense (Red Bluff, n. 1961)
- Justin Gilbert, giocatore di football americano statunitense (The Woodlands, n. 1991)
- Garrett Gilbert, giocatore di football americano statunitense (Buffalo, n. 1991)
- Locklan Gilbert, ex giocatore di football americano e personaggio televisivo australiano (Perth, n. 1991)
- Marcus Gilbert, ex giocatore di football americano statunitense (Fort Lauderdale, n. 1988)
- Sean Gilbert, ex giocatore di football americano statunitense (Aliquippa, n. 1970)

## Giocatori di snooker(1)
- David Gilbert, giocatore di snooker inglese (Derby, n. 1981)

## Hockeisti su ghiaccio(2)
- Jeannot Gilbert, ex hockeista su ghiaccio canadese (Grande-Baie, n. 1940)
- Rod Gilbert, hockeista su ghiaccio canadese (Montréal, n. 1941 - New York, † 2021)

## Ittiologi(1)
- Charles Henry Gilbert, ittiologo statunitense (Rockford, n. 1859 - Palo Alto, † 1928)

## Medici(1)
- Augustin Nicolas Gilbert, medico francese (Buzancy, n. 1858 - † 1927)

## Micologi(1)
- Edouard-Jean Gilbert, micologo francese (Saint-Yorre, n. 1888 - † 1954)

## Militari(1)
- Walter Raleigh Gilbert, I baronetto, militare britannico (Bodmin, n. 1785 - Londra, † 1853)

## Montatori(1)
- John Gilbert, montatore neozelandese

## Navigatori(1)
- Thomas Gilbert, marinaio e esploratore britannico

## Parolieri(1)
- Ray Gilbert, paroliere statunitense (n. 1912 - † 1976)

## Piloti di rally(1)
- Quentin Gilbert, pilota di rally francese (Neufchâteau, n. 1989)

## Pittori(2)
- Charles Allan Gilbert, pittore statunitense (Hartford, n. 1873 - New York, † 1929)
- Victor Gabriel Gilbert, pittore francese (Parigi, n. 1847 - Parigi, † 1933)

## Pittrici(1)
- Araceli Gilbert, pittrice ecuadoriana (Guayaquil, n. 1913 - Quito, † 1993)

## Politici(1)
- Humphrey Gilbert, politico e corsaro britannico († 1583)

## Presbiteri(1)
- Guy Gilbert, presbitero e educatore francese (Rochefort, n. 1935)

## Psicologi(1)
- Gustave Gilbert, psicologo statunitense (n. 1911 - † 1977)

## Registi(3)
- Arthur Gilbert, regista e attore britannico
- Bertie Gilbert, regista e attore britannico (Londra, n. 1997)
- Lewis Gilbert, regista e sceneggiatore inglese (Londra, n. 1920 - Monaco, † 2018)

## Scrittori(4)
- Michael Gilbert, scrittore britannico (Billinghay, n. 1912 - † 2006)
- Stephen Gilbert, scrittore irlandese (Newcastle, n. 1912 - Whitehead, † 2010)
- William Schwenck Gilbert, scrittore e librettista britannico (Londra, n. 1836 - Londra, † 1911)
- William Gilbert, scrittore britannico (Bishopstoke, n. 1804 - † 1890)

## Scrittrici(1)
- Elizabeth Gilbert, scrittrice statunitense (Waterbury, n. 1969)

## Storici(2)
- Felix Gilbert, storico tedesco (Baden Baden, n. 1905 - Princeton, † 1991)
- Martin Gilbert, storico inglese (Londra, n. 1936 - Londra, † 2015)

## Tastieriste(1)
- Gillian Gilbert, tastierista e chitarrista britannica (Manchester, n. 1961)

## Tenniste(1)
- Dana Gilbert, ex tennista statunitense (n. 1959)

## Tennisti(1)
- Rodolphe Gilbert, ex tennista francese (Brou-sur-Chantereine, n. 1968)

## Velocisti(1)
- Glenroy Gilbert, ex velocista, lunghista e bobbista canadese (Port of Spain, n. 1968)

## Vescovi cattolici(1)
- Hugh Gilbert, vescovo cattolico britannico (Emsworth, n. 1952)

## Wrestler(1)
- Doug Gilbert, wrestler statunitense (Lexington, n. 1969)